# リガ
リガ、またはリーガ（ラトビア語: Rīga 発音 [ˈriːɡa] ( 音声ファイル)、ロシア語: Рига、エストニア語: Riia、リトアニア語: Ryga、英語、ドイツ語: Riga）は、ラトビア共和国の首都で、同国最多の人口を擁する都市。人口は614,618人（2021年時点）。「バルト海の真珠」と讃えられる美しい港町で、その旧市街はユネスコの世界遺産（文化遺産）に登録されている。

## 概要
世界遺産に登録されている旧市街「リガ歴史地区」は約300棟のアールヌーボー調の建築物の宝庫として著名である。新市街は官庁やオフィスが集まる。郊外には、ラトビア民俗博物館があり、野外博物館も兼ねている。また、保養地として知られる海岸、ユールマーラも西方にある。人口約61万人のリガ市はラトビア国内はもとより、バルト三国最大の都市でもある。市内で最も高い建築物はリガラジオ&テレビタワーである。

## 歴史

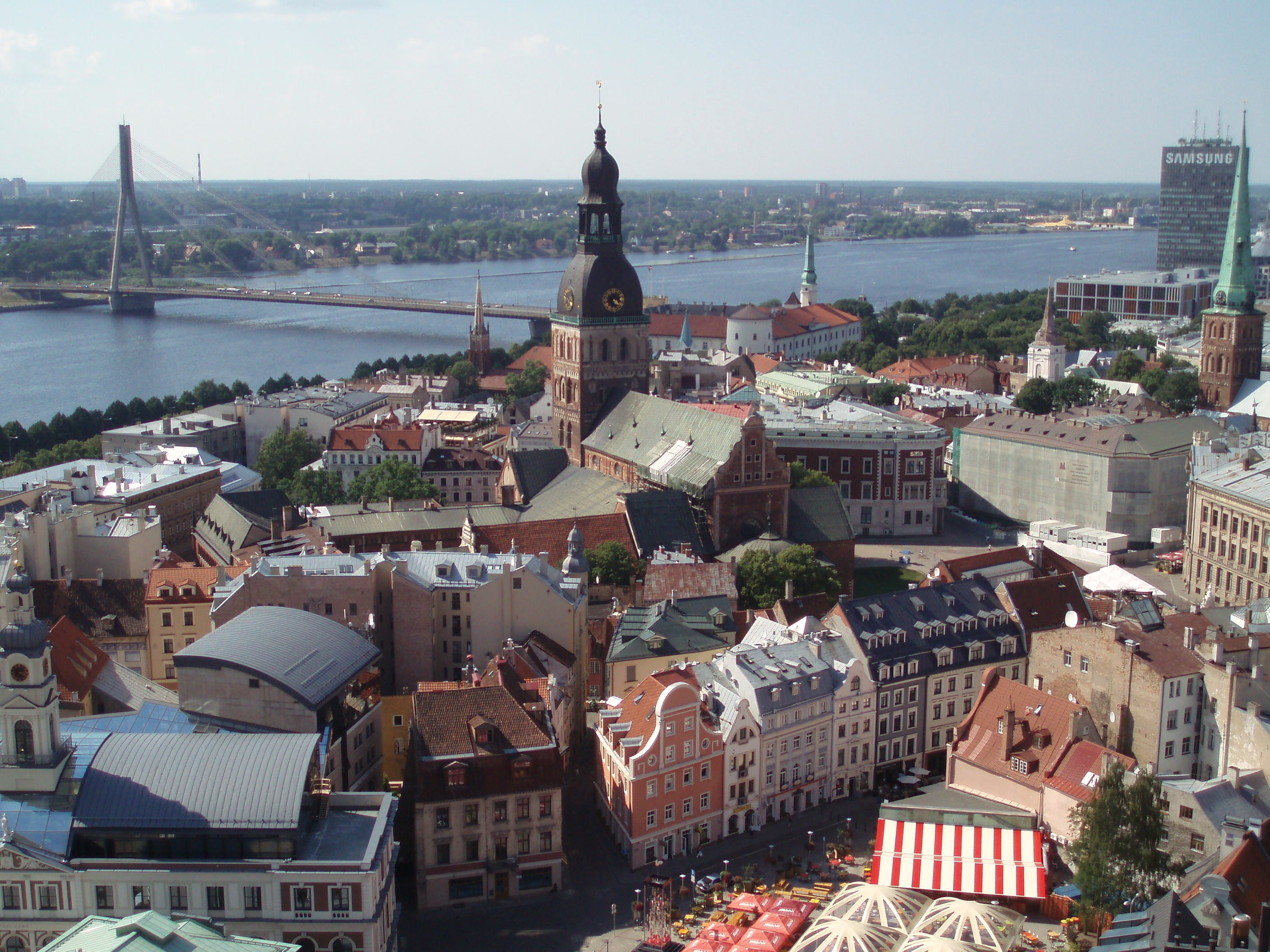
旧市街の中心地 (ヴェツリガ)

リガの記録は2世紀の時点で見られる。長らくヴァリャーグによる東ローマ帝国への交易ルートとして、ダウガヴァ川は古来より利用されており、河口から15キロに広がるリガは、天然の良港であった。リガという名称もリヴォニア語の「円」という意味から由来する、とされる（港の形状が円形だった）。
12世紀までには交易だけでなく漁業や畜産の拠点となり、ドイツ人商人の入植も12世紀半ばから盛んになる。教皇インノケンティウス3世の命を受けたシトー会のアルベルトが、1200年に北方十字軍を組織してリヴォニアに侵攻し、23隻の軍艦と1500人の十字軍兵でリガを制圧してリーヴ人の服属と改宗を行った。1202年にアルベルトがリヴォニア帯剣騎士団を創立して以降、リガはバルト海とロシアの中継貿易拠点として重きをなす。1282年にはハンザ同盟に加盟し、経済発展の地歩を固めるが、同時にリガの繁栄は侵略者を招くこととなる。1522年には、プロテスタントを受容。1561年のドイツ騎士団の解散で、それ以後の20年間は帝国自由都市となる。
1581年からはポーランド・リトアニア共和国の支配を、1621年からはグスタフ2世アドルフのスウェーデン王国の支配を受ける。リガはスウェーデン王国最大の都市であった。18世紀に大北方戦争が起こると、ロシアのピョートル1世がリガに侵攻し、スウェーデン時代は終焉を迎える。
ニスタット条約でリガはロシアに割譲され、第一次世界大戦までロシア領としてその重要な交易拠点とされた。20世紀まで、ロシアでモスクワやサンクトペテルブルクに次ぐ第3の都市はリガであったが、支配者の変遷にかかわらずリガの住民の多くはバルト・ドイツ人であった。
そうした中で、19世紀後半にはラトビアの民族主義が覚醒する。1918年にはラトビアはブレスト＝リトフスク条約でドイツに割譲されるも、第一次世界大戦の終結でラトビアは独立を宣言した。第二次世界大戦までの数年間は、リガが外交・文化的に英国に接近した時代だった。第二次世界大戦が始まると、リガはまずソ連に、そしてナチス・ドイツの軍事占領を経験する。大戦中、バルト・ドイツ人はドイツ本国に脱出し、リガ・ゲットーにいたユダヤ人は銃殺されるかカイザーヴァルト強制収容所送りとなった。1945年にソ連の赤軍が再度リガに軍事侵攻し、ラトビア人を大量に処刑したりシベリア送りにしたことから、市の人口は3分の1にまで激減することになった。その代わりにソ連政府はロシア人をリガに集団移住させ、リガ市の民族構成は一変してしまうが、1991年にはラトビアは独立を回復し、リガも首都に返り咲いた。

## 気候
ケッペンの気候区分によると、リガの気候は西岸海洋性気候（Cfb）に属する。
北緯56度に位置するにもかかわらず、北大西洋海流の影響により、冬季の気温が高い。低緯度である北緯35度から北緯40度に位置する飛騨地方や長野県、東北地方内陸部よりも冬季の平均最低気温が高く、降雪量も少ない。
| リガの気候                                                                              | リガの気候    | リガの気候    | リガの気候    | リガの気候   | リガの気候  | リガの気候   | リガの気候  | リガの気候   | リガの気候   | リガの気候   | リガの気候   | リガの気候    | リガの気候     |
| 月                                                                                      | 1月           | 2月           | 3月           | 4月          | 5月         | 6月          | 7月         | 8月          | 9月          | 10月         | 11月         | 12月          | 年             |
| --------------------------------------------------------------------------------------- | ------------- | ------------- | ------------- | ------------ | ----------- | ------------ | ----------- | ------------ | ------------ | ------------ | ------------ | ------------- | -------------- |
| 最高気温記録 °C （°F）                                                                  | 10.2 (50.4)   | 13.6 (56.5)   | 20.5 (68.9)   | 27.9 (82.2)  | 30.5 (86.9) | 34.0 (93.2)  | 34.5 (94.1) | 33.9 (93)    | 29.4 (84.9)  | 23.4 (74.1)  | 17.2 (63)    | 11.8 (53.2)   | 34.5 (94.1)    |
| 平均最高気温 °C （°F）                                                                  | −0.1 (31.8)   | 0.3 (32.5)    | 4.8 (40.6)    | 11.9 (53.4)  | 17.8 (64)   | 21.3 (70.3)  | 23.8 (74.8) | 22.7 (72.9)  | 17.3 (63.1)  | 10.5 (50.9)  | 4.8 (40.6)   | 1.4 (34.5)    | 11.38 (52.45)  |
| 日平均気温 °C （°F）                                                                    | −2.1 (28.2)   | −2.0 (28.4)   | 1.5 (34.7)    | 7.4 (45.3)   | 13.0 (55.4) | 16.7 (62.1)  | 19.3 (66.7) | 18.3 (64.9)  | 13.4 (56.1)  | 7.5 (45.5)   | 3.0 (37.4)   | −0.3 (31.5)   | 7.98 (46.35)   |
| 平均最低気温 °C （°F）                                                                  | −4.5 (23.9)   | −4.6 (23.7)   | −1.7 (28.9)   | 2.9 (37.2)   | 8.2 (46.8)  | 12.4 (54.3)  | 14.9 (58.8) | 14.1 (57.4)  | 9.8 (49.6)   | 4.9 (40.8)   | 1.1 (34)     | −2.4 (27.7)   | 4.59 (40.26)   |
| 最低気温記録 °C （°F）                                                                  | −33.7 (−28.7) | −34.9 (−30.8) | −30.3 (−22.5) | −13.1 (8.4)  | −5.5 (22.1) | −2.3 (27.9)  | 4.0 (39.2)  | 0.0 (32)     | −4.1 (24.6)  | −9.5 (14.9)  | −20.5 (−4.9) | −31.9 (−25.4) | −34.9 (−30.8)  |
| 降水量 mm （inch）                                                                      | 46.5 (1.831)  | 40.1 (1.579)  | 34.1 (1.343)  | 35.0 (1.378) | 47.5 (1.87) | 65.0 (2.559) | 79.5 (3.13) | 77.9 (3.067) | 67.1 (2.642) | 75.6 (2.976) | 56.3 (2.217) | 50.2 (1.976)  | 674.8 (26.568) |
| 降雪量 cm （inch）                                                                      | 25.0 (9.84)   | 23.6 (9.29)   | 15.7 (6.18)   | 5.2 (2.05)   | 0.0 (0)     | 0.0 (0)      | 0.0 (0)     | 0.0 (0)      | 0.0 (0)      | 1.2 (0.47)   | 7.0 (2.76)   | 22.0 (8.66)   | 99.7 (39.25)   |
| 平均降水日数 （≥1.0mm）                                                                 | 9.4           | 7.0           | 8.2           | 8.0          | 7.7         | 8.9          | 11.2        | 10.9         | 12.3         | 11.6         | 12.5         | 12.2          | 119.9          |
| % 湿度                                                                                  | 87.9          | 85.2          | 79.4          | 69.7         | 67.7        | 72.0         | 74.2        | 76.7         | 81.1         | 85.1         | 90.2         | 89.4          | 79.9           |
| 平均月間日照時間                                                                        | 36.6          | 64.2          | 141.2         | 203.6        | 286.7       | 282.2        | 291.2       | 250.4        | 166.7        | 95.5         | 36.1         | 24.4          | 1,878.8        |
| 出典1：LVĢMC (平均値：1991年-2020年、極値：1873年-現在)                                 |               |               |               |              |             |              |             |              |              |              |              |               |                |
| 出典2：NOAA (平均降水日数：1961-1990), Weather Atlas, and World Weather Online (降雪量) |               |               |               |              |             |              |             |              |              |              |              |               |                |

## 人口構成・言語
| 民族構成（リガ市） | 民族構成（リガ市） | 民族構成（リガ市） | 民族構成（リガ市） | 民族構成（リガ市） |
| ------------------ | ------------------ | ------------------ | ------------------ | ------------------ |
|                    |                    |                    |                    |                    |
| ラトビア人         | ラトビア人         |                    | 46.33%             | 46.33%             |
| ロシア人           | ロシア人           |                    | 40.21%             | 40.21%             |
| ベラルーシ人       | ベラルーシ人       |                    | 3.88%              | 3.88%              |
| ウクライナ人       | ウクライナ人       |                    | 3.45%              | 3.45%              |
| ポーランド人       | ポーランド人       |                    | 1.85%              | 1.85%              |
| リトアニア人       | リトアニア人       |                    | 0.83%              | 0.83%              |
| その他             | その他             |                    | 3.46%              | 3.46%              |

リガの人口は614,618人（2021年）であり、バルト三国で最大である。しかし、独立を回復した1991年以降は減少に転じている。これは低い出生率とロシア系住民の流出やEU加盟後の他のEU諸国への移住が原因で、このままだと2050年には現在の半分にまで減少するという調査結果もある。住民の民族構成はラトビア全体と比べるとラトビア人の割合が少なく、ロシア人の割合が高い。独立回復時には、ソ連時代にラトビアに移住してきた者、及びその子孫で独立回復以前に出生したもの（つまり主にロシア人）にはラトビアの市民権は自動的に付与されなかった。そのため、2013年の調査によるとリガ市民の21.9%が無国籍者となっている。
2008年の調査では、リガのロシア人の比率は、1989年には47.3%であったが、2010年には40.7%に減少し、2006年にリガ市においては、ラトビア人の数がロシア人を上回った。

## 交通

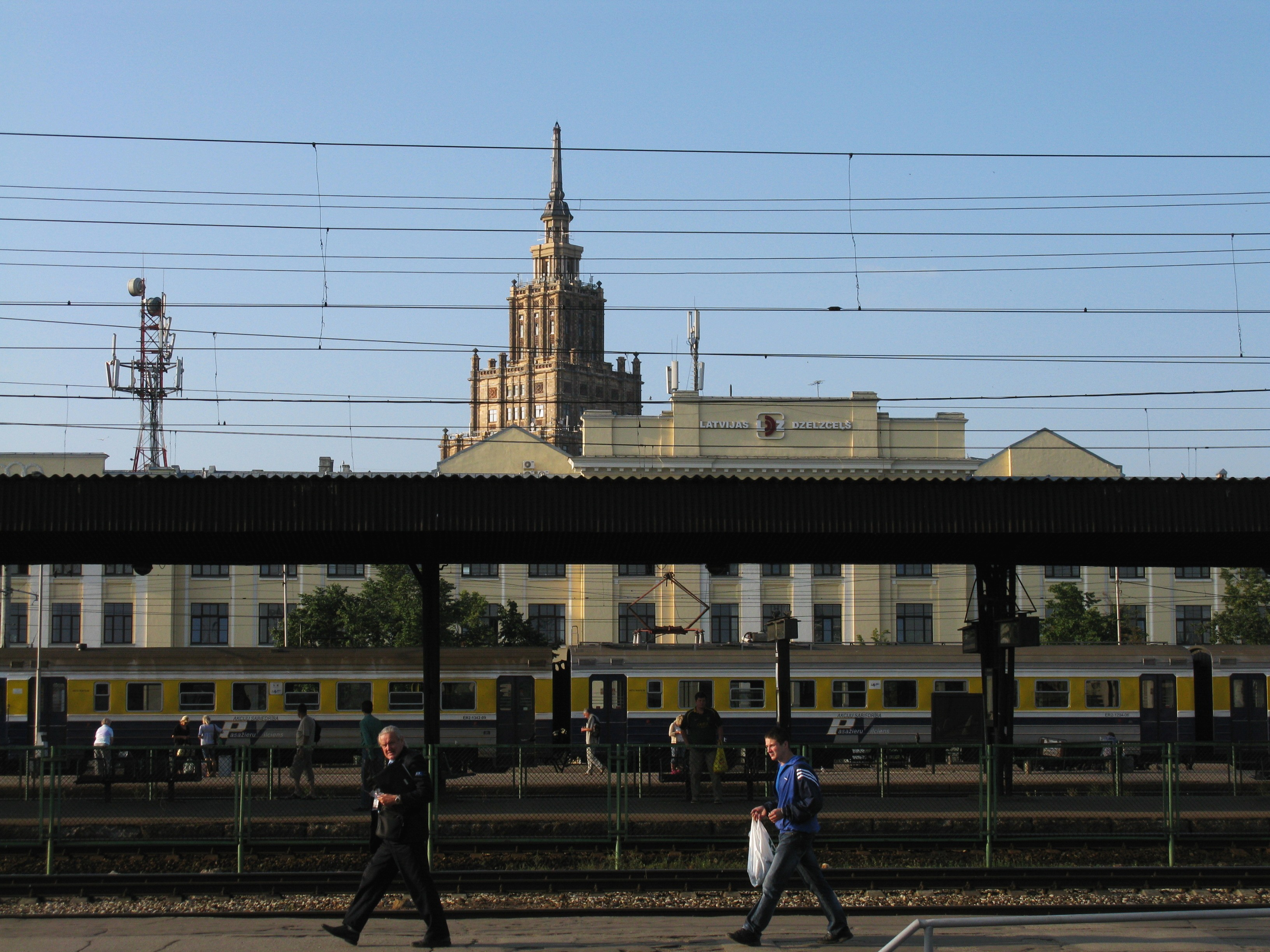
リガ旅客駅

- リガ国際空港
リガの旧市街からは8.5km程離れており、バス路線の22番線又は22A番線に乗るとリガ駅に辿り着くことができる。バルト三国で最大の空港で、エア・バルティックなどがハブとしている。この8年ほどの間に利用者数が倍増しており、継続的に大規模な近代化・拡張工事が進行している。
- リガ旅客駅
市の中心、旧市街の東にある。（旧市街へは徒歩5分）。近年、改装工事が終わり近代的駅舎に生まれ変わった。ラトビア国鉄によって運営されており、モスクワ（リーシスキー駅）やサンクトペテルブルク（ヴィチェプスク駅）への国際列車が毎日運行される。季節によってはシンフェロポリなどウクライナ方面への国際列車も運行される。
- リガ港
旧市街の北1km。徒歩10分で旧市街へ。港の先にあるトラム停留所からトラム利用も可。タリンク等によりストックホルム、リューベックなどへの定期便が就航している。
- リガバスターミナル
旧市街の南東にある。中央市場の入り口。タリンやヴィリニュスへ毎日何便も国際バスがある。モスクワ、サンクトペテルブルクへも毎日数便。タルトゥ、カウナス、シャウレイ、クライペダへも毎日便がある。ポーランド、ベラルーシ方面への国際バスも多い。

市内交通は、リガ交通局Rīgas Satiksmeによって運営され、トラム（11路線）、トロリーバス（20路線）、市内バス（40路線）、ミニバス、などがある。

## リガ旧市街
リガ旧市街は、南縁にリーガ駅と中央市場、西縁がダウガヴァ川と河港、そして東側が新市街である。
「ドイツよりもドイツらしい」と言われるような中世ドイツらしさが残るのは、ドイツ人によって都市の基礎が形作られたという歴史ゆえであろう。旧市街は中世ドイツの商業都市の特徴が多く見られ、とりわけハンザ同盟時代の街並みがよく残されている。世界遺産に登録されたのも、ロマネスク、ゴシック、バロックなどの建築様式が混在する、歴史的学術的価値の高さによる。ソ連支配の時代、旧市街の開発は不活発であり、これが街並み保存に寄与したとみることもできる。バルトのパリと呼ばれる。

### 見所
- リガ城
- リガ大聖堂（世界最古のパイプオルガンがある。ステンドグラスでも知られる）
- ロシア正教会
- 聖ペーテル教会
- 城壁
- スウェーデン門
- ギルドハウス（ブラックヘッドのギルド）
- 三人兄弟の家（特徴のある三軒の民家）
- 自由の記念碑 (リガ)
- リガ市庁舎
- 工芸博物館（リヴォニア帯剣騎士団旧址、リーガ最古の建物）
- リガ自動車博物館
- 猫の家（ラトビアの商人によって建てられた[7]。北緯56度57分00.8秒 東経24度06分30.7秒 / 北緯56.950222度 東経24.108528度）

### 登録基準
この世界遺産は世界遺産登録基準のうち、以下の条件を満たし、登録された（以下の基準は世界遺産センター公表の登録基準からの翻訳、引用である）。
- (1) 人類の創造的才能を表現する傑作。
- (2) ある期間を通じてまたはある文化圏において、建築、技術、記念碑的芸術、都市計画、景観デザインの発展に関し、人類の価値の重要な交流を示すもの。

## 出身人物
- ミハイル・バリシニコフ - バレエダンサー
- アイザイア・バーリン - 政治哲学者
- セルゲイ・エイゼンシュテイン - 映画監督
- ユリス・ハルトマニス - 科学者
- ヨハネス・ヘルダー - 詩人・哲学者
- ヴィルヘルム・オストヴァルト - 化学者
- ミハイル・タリ - チェスプレイヤー
- アロン・ニムゾヴィッチ - チェスプレイヤー
- アンドリス・ネルソンス - 指揮者
- アンドリス・ビエドリンシュ - バスケットボール選手
- ミシャ・サークノフ - 総合格闘家
- マリス・ヤンソンス - 指揮者
- ゼリフィラ・トレグロワ - 美術史家
- インドゥリス・ランカ（ラトビア語版、ロシア語版） - 彫刻家

## 姉妹都市
- オールボー、デンマーク
- フィレンツェ、イタリア
- スラウ、イギリス
- アルマトイ、カザフスタン
- アリカンテ、スペイン
- カレー、フランス
- ダンケルク、フランス
- アムステルダム、オランダ
- ケアンズ、オーストラリア
- アスタナ、カザフスタン
- キエフ、ウクライナ
- ボルドー、フランス
- 神戸市、日本
- ブレーメン、ドイツ
- モスクワ、ロシア
- ダラス、アメリカ合衆国
- ミンスク、ベラルーシ
- ノルショーピン、スウェーデン
- 北京、中華人民共和国
- ポリ、フィンランド
- ロストック、ドイツ
- サンクトペテルブルク、ロシア
- サンティアゴ・デ・チレ、チリ
- ストックホルム、スウェーデン
- 蘇州、中華人民共和国
- 台北、中華民国
- タリン、エストニア
- ヴィリニュス、リトアニア
- ワルシャワ、ポーランド
- グアム、アメリカ合衆国

## 関連書籍
アルタ・タバカ編『リガ案内』（土曜社、2012年）